# Pițigoi de taiga
Pițigoiul de taiga (Poecile hudsonicus) este o pasăre mică cântătoare din ordinul paseriformelor, din familia pițigoilor, Paridae. Se găsește în taigaua din Canada și nordul Statelor Unite și rămâne în acest areal pe tot parcursul anului. Reședința sa pe tot parcursul anului în aceste păduri este de unde își trage numele această pasăre. Această pasăre este cunoscută pentru modelele sale de tril înalt utilizate în comunicarea cu alte păsări și pentru obiceiurile de depozitare a hranei în pregătirea lunilor de iarnă.

## Taxonomie
Specia a fost plasată anterior în genul Parus cu majoritatea celorlalți pițigoi, dar datele și morfologia secvenței citocromului b mtDNA sugerează că separarea în genul Poecile exprimă mai adecvat relațiile acestor păsări. Studiile de filogenetică moleculară au arătat că pițigoiul de taiga este cel mai înrudit cu pițigoiul cu spatele castaniu (Poecile rufescens).

## Comportament
Aceste păsări se hrănesc pe ramuri de conifere sau caută în scoarță, culeg insecte și caută semințe de conifere care pot fi depozitate pentru lunile de iarnă. Se știe că pițigoiul de taiga stochează cantități mari de hrană în copaci diferiți, fiecare loc conținând mai multe feluri de hrană. Hrana este de obicei depozitată în regiunea mijlocie a copacilor, la un nivel mai scăzut decât de unde și-au procurat-o. În general, strâng semințele de la molid negru, molid alb și zadă americană (Larix laricina), ceea ce minimizează concurența cu pițigoiul cu cap negru care se hrănește în păduri de foioase și mixte.
Având avantajul de a fi o pasăre înaripată, pițigoiul de taiga are puțini prădători. Aceștia constau din păsări mai mari, cum ar fi șoimi și bufnițele mici. Prădătorii de ouă și pui de pițigoi constau, în general, din animale care se cățără în copaci, cum ar fi veverițe, șoareci, urși și șobolani.

## Galerie

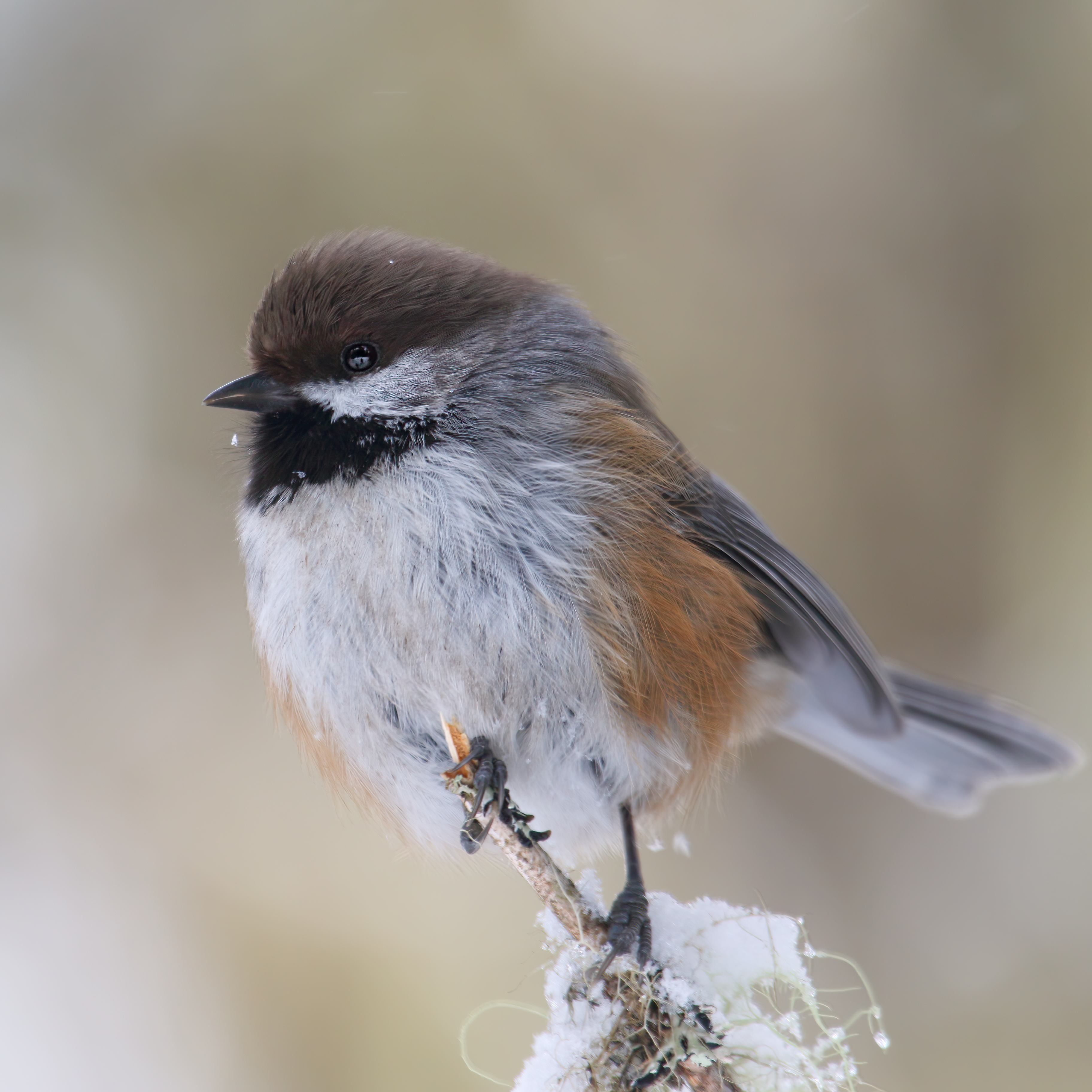
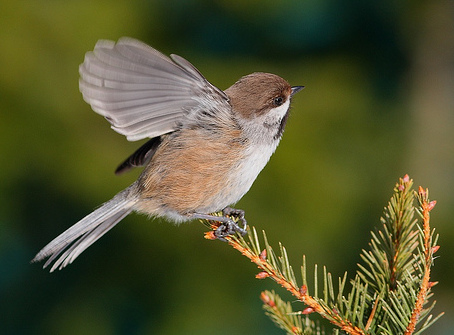
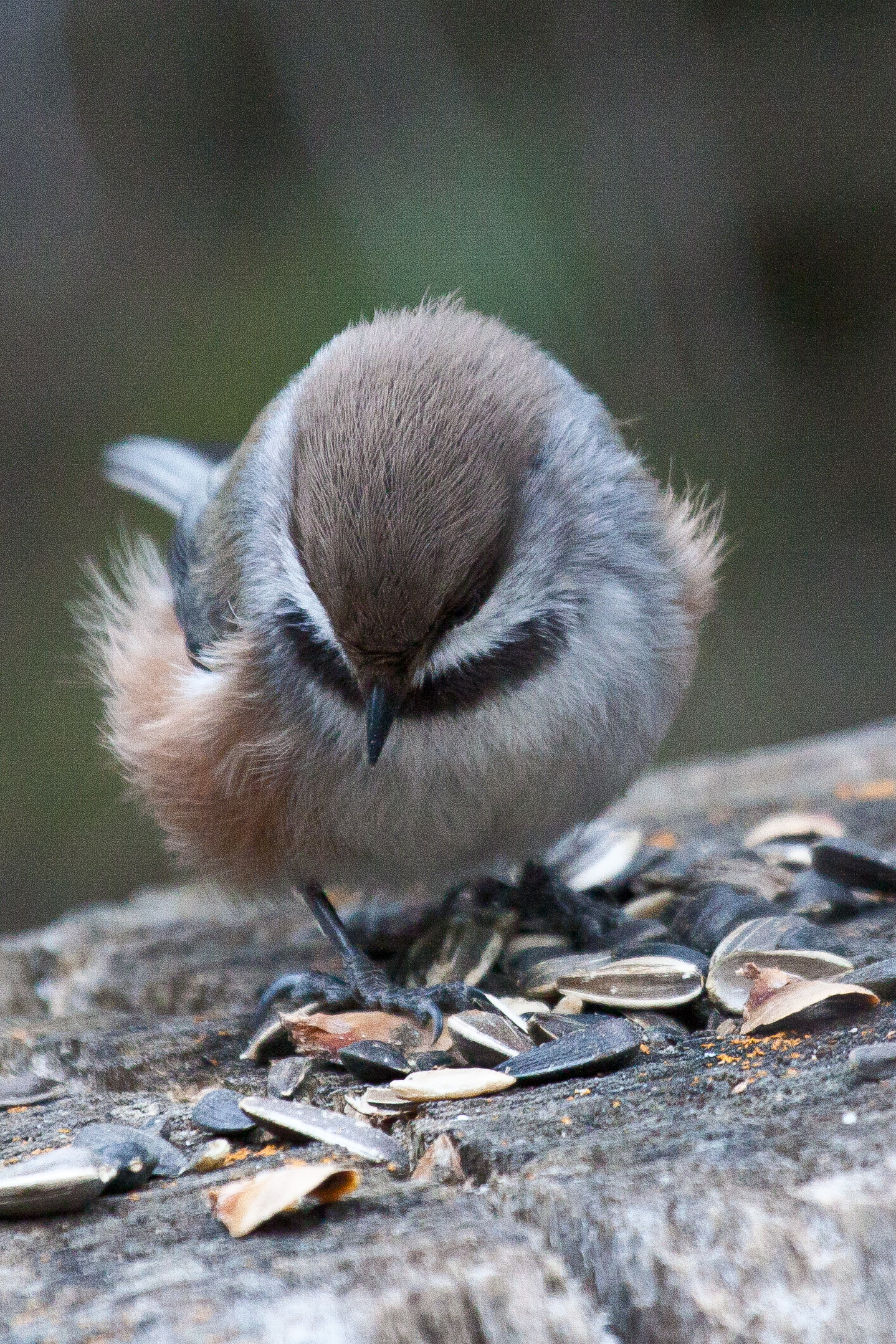
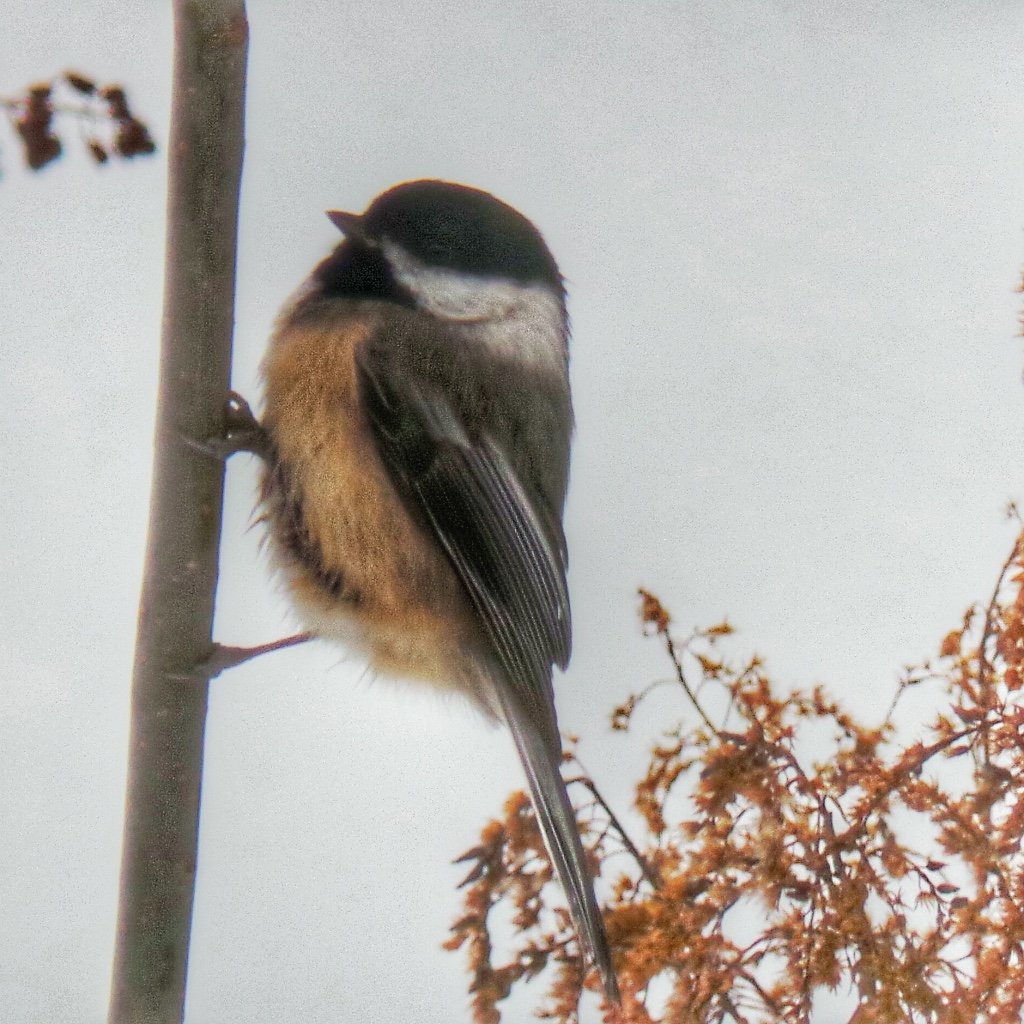